# Strongylocentrotidae
Strongylocentrotidae è una famiglia di ricci di mare dell'ordine Camarodonta.

## Tassonomia
In questa famiglia sono riconosciuti 4 generi:
- Hemicentrotus Mortensen, 1942
- Mesocentrotus Tatarenko & Poltaraus, 1993
- Pseudocentrotus Mortensen, 1903
- StrongylocentrotusBrandt, 1835

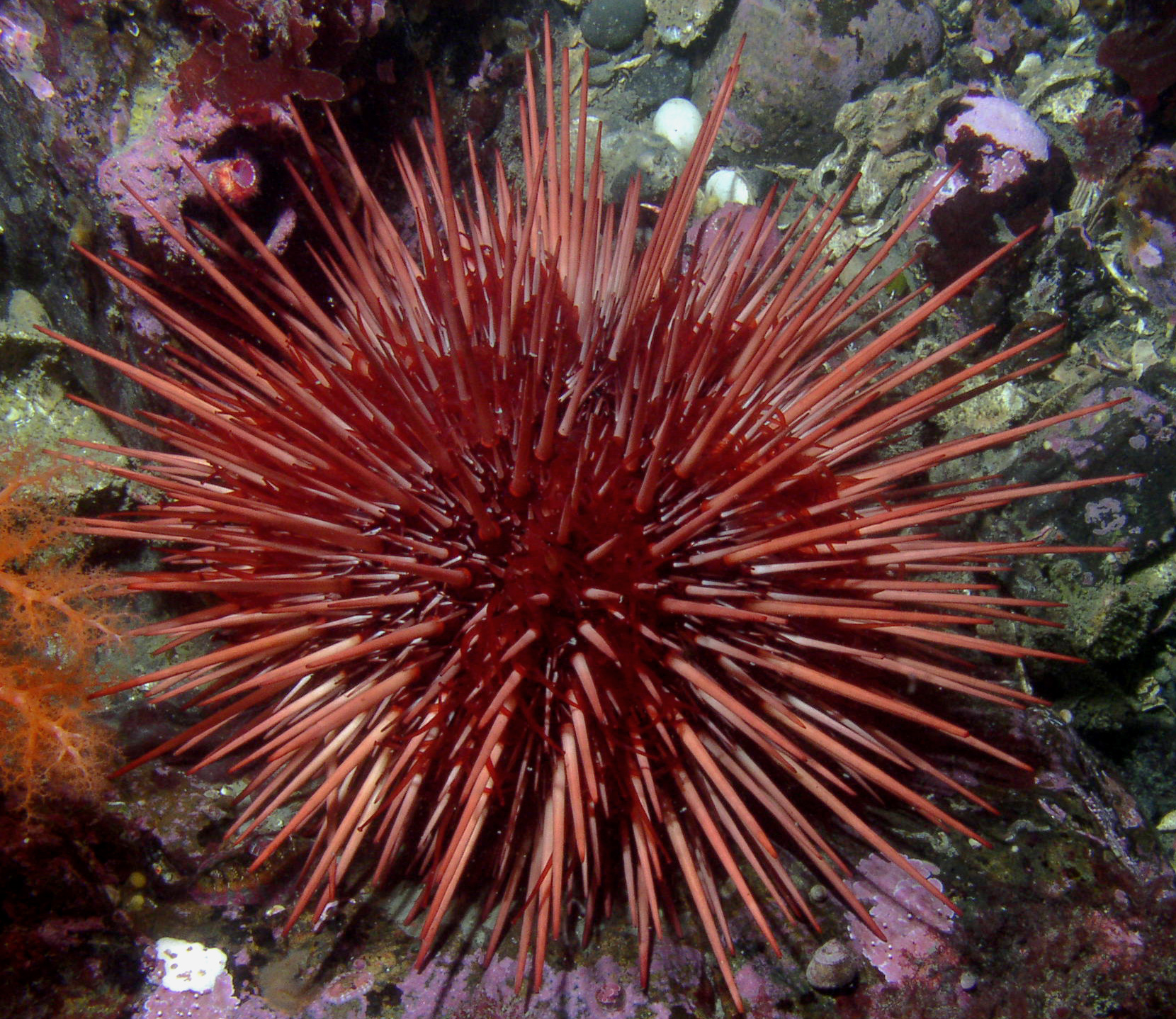
Mesocentrotus franciscanus
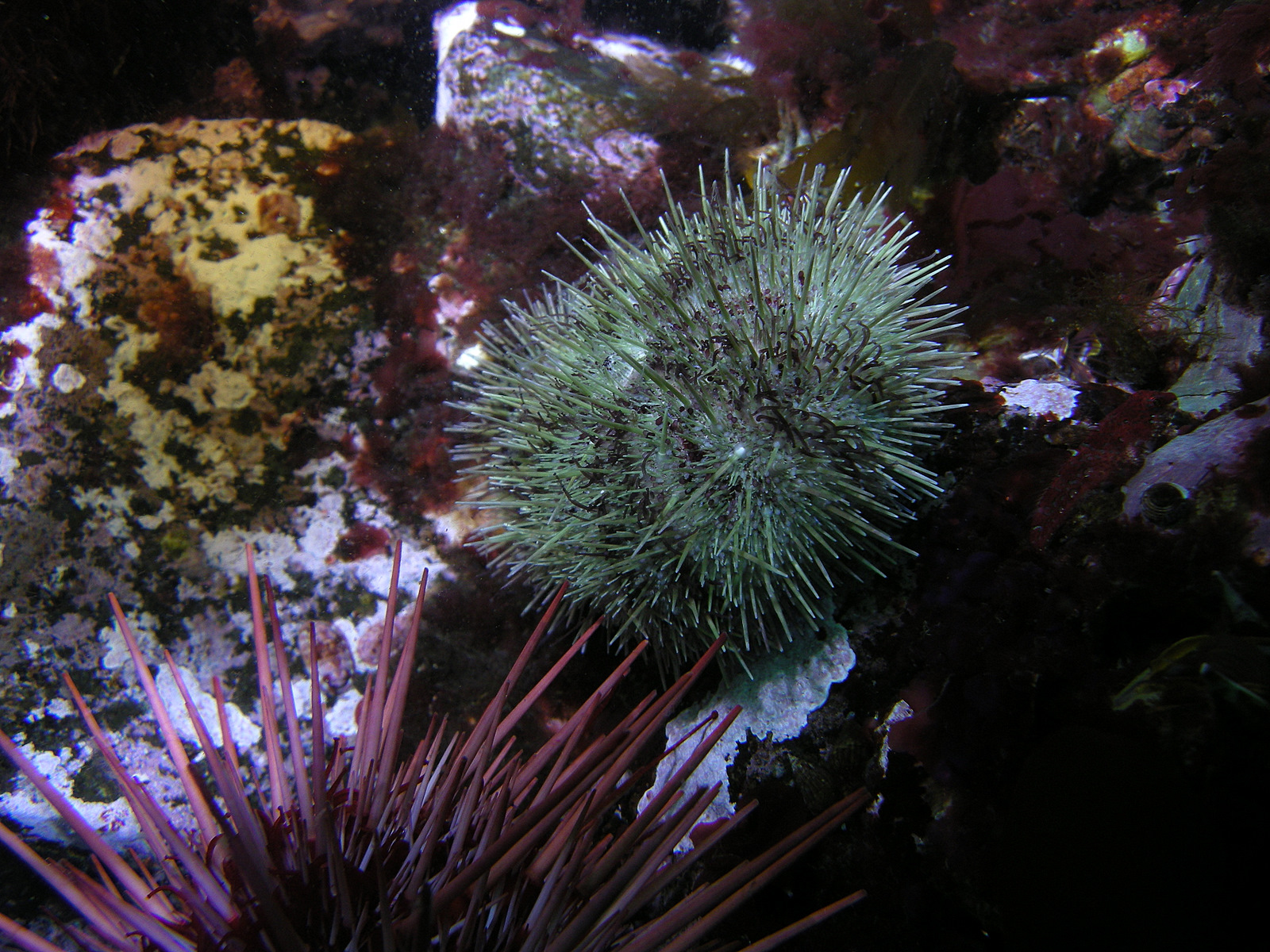
Strongylocentrotus droebachiensis
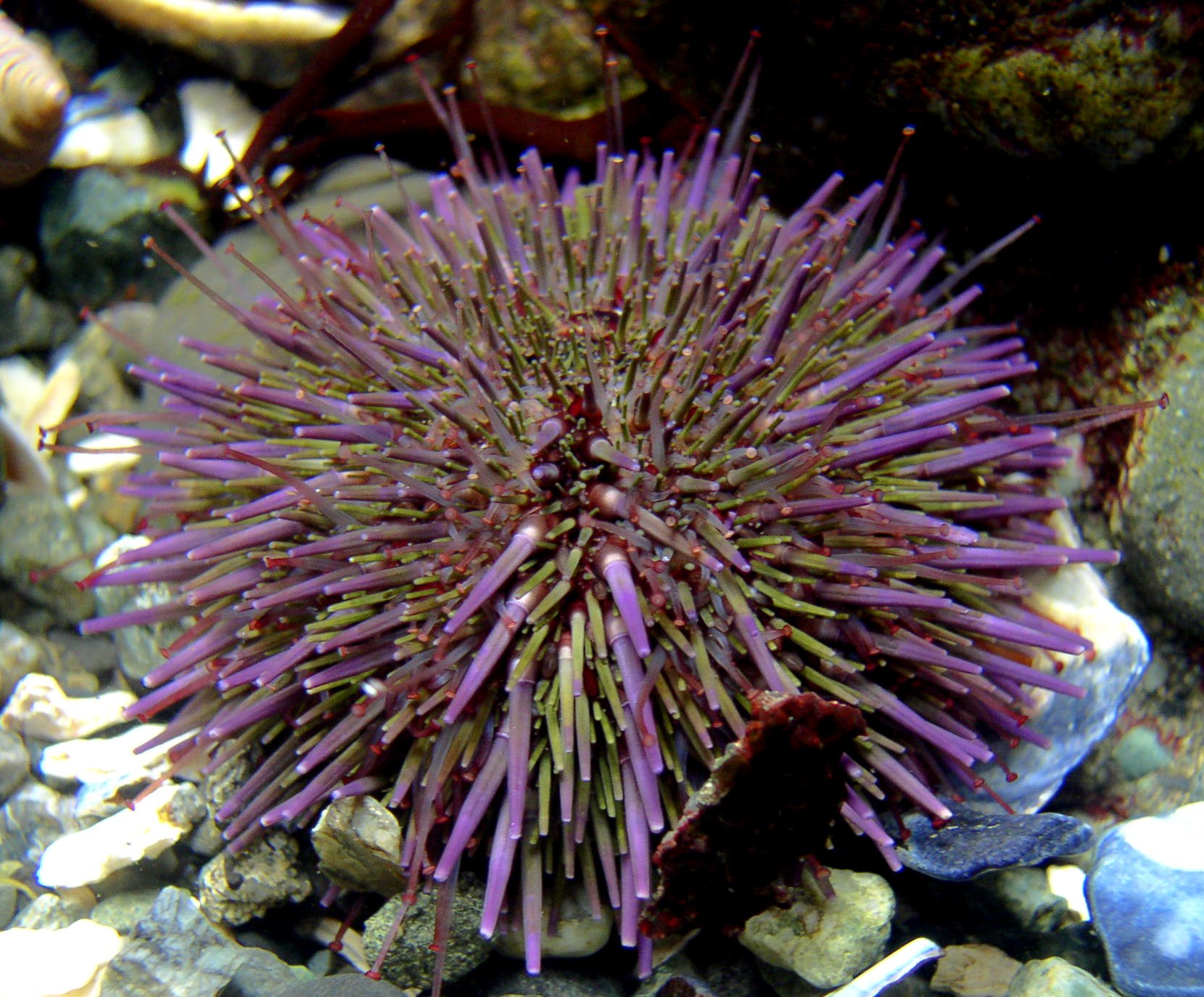
Strongylocentrotus purpuratus
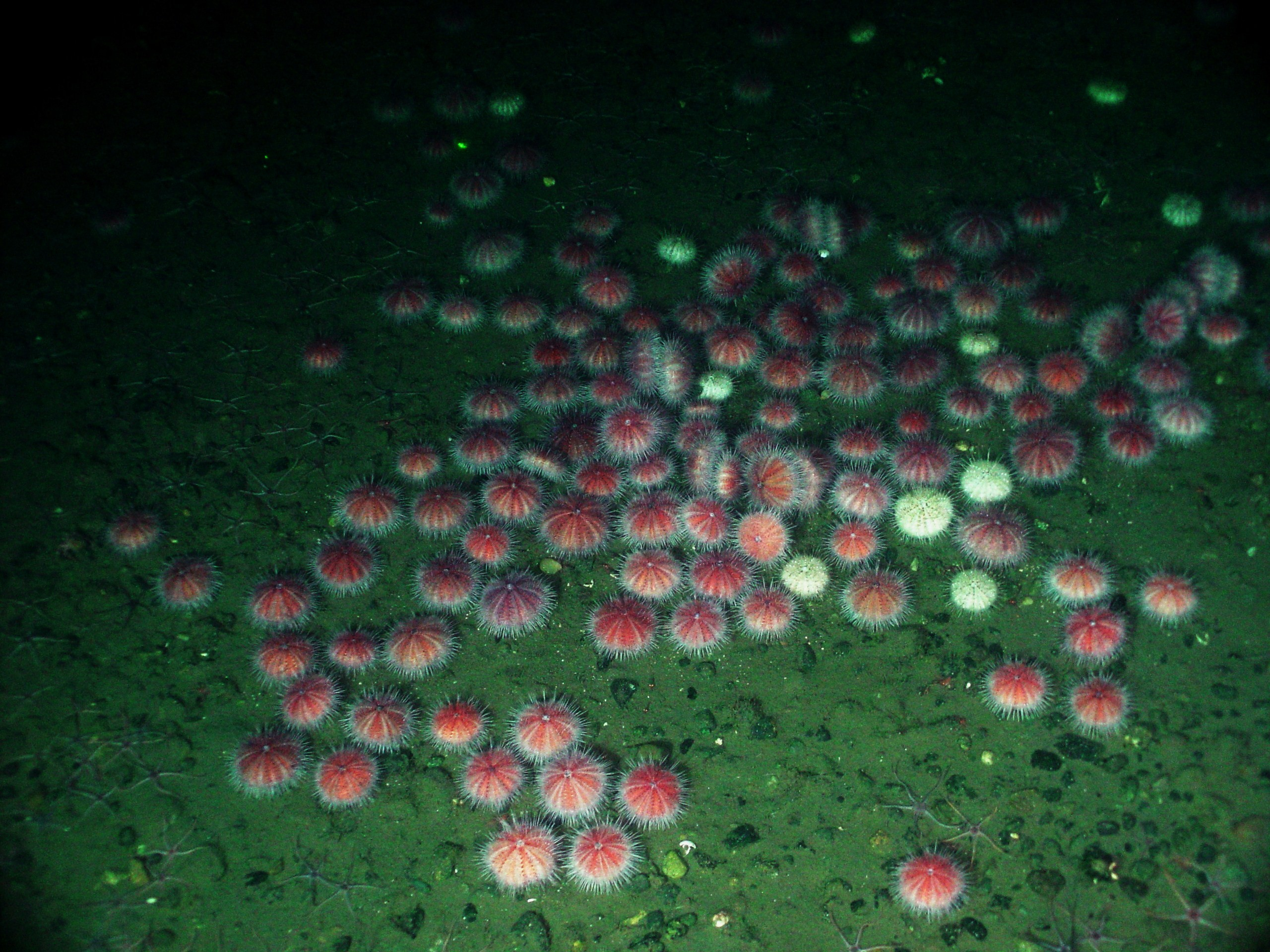
Strongylocentrotus fragilis (rosi) e Strongylocentrotus pallidus (bianchi)
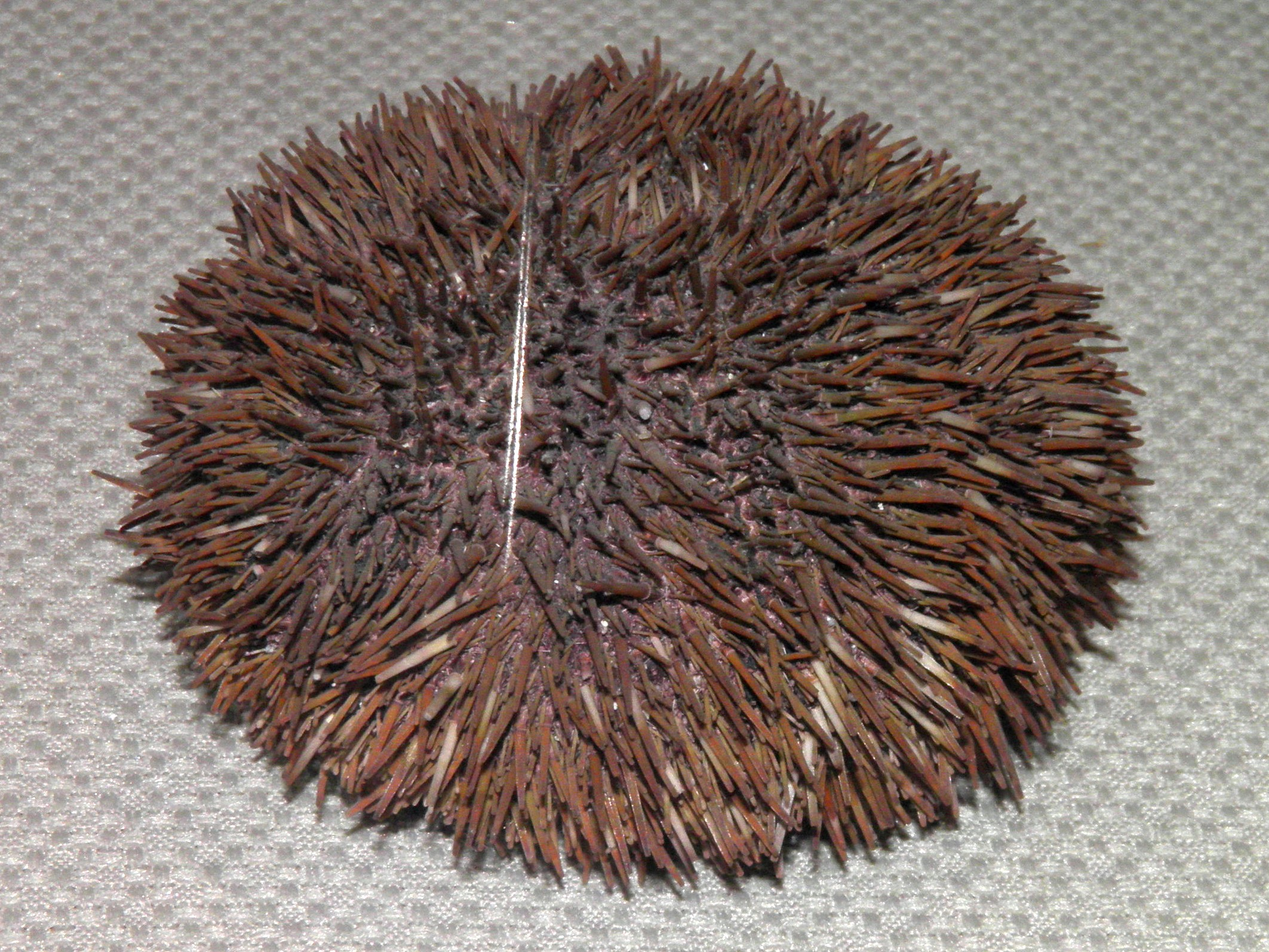
Strongylocentrotus intermedius
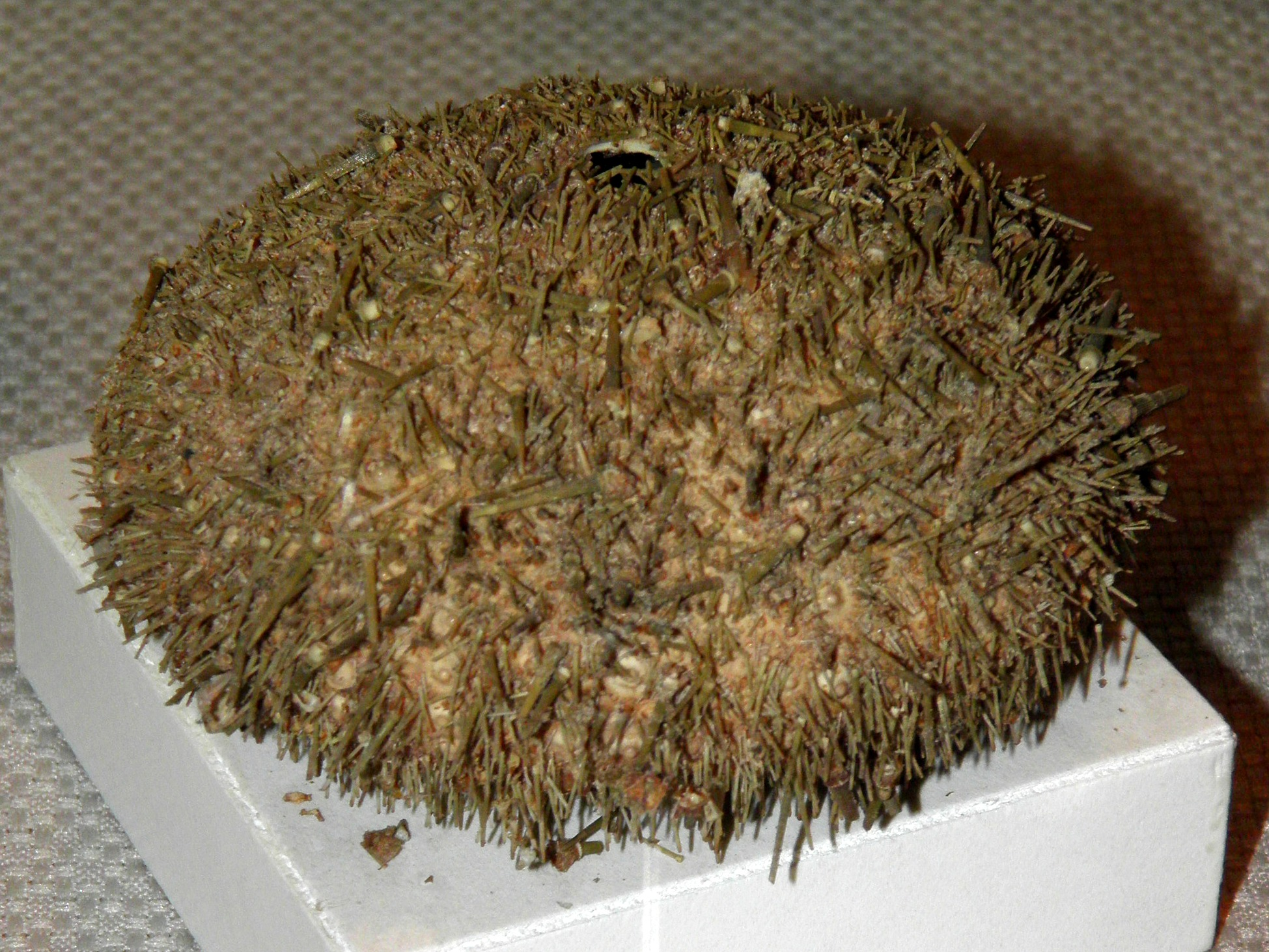
Strongylocentrotus pulchellus